# Thierry Fidjeu
Thierry Fidjeu Tazemeta (Douala, 13 ottobre 1982) è un ex calciatore camerunese naturalizzato equatoguineano, di ruolo attaccante.